# Municipio de Benville
El municipio de Benville (en inglés: Benville Township) es un municipio ubicado en el condado de Beltrami en el estado estadounidense de Minnesota. En el año 2010 tenía una población de 86 habitantes y una densidad poblacional de 0,96 personas por km².

## Geografía
El municipio de Benville se encuentra ubicado en las coordenadas 48°19′26″N 95°31′44″O / 48.32389, -95.52889. Según la Oficina del Censo de los Estados Unidos, el municipio tiene una superficie total de 89.16 km², de la cual 89,16 km² corresponden a tierra firme y (0 %) 0 km² es agua.

## Demografía
Según el censo de 2010, había 86 personas residiendo en el municipio de Benville. La densidad de población era de 0,96 hab./km². De los 86 habitantes, el municipio de Benville estaba compuesto por el 96,51 % blancos, el 3,49 % eran asiáticos. Del total de la población el 0 % eran hispanos o latinos de cualquier raza.